# Eksplorator Windows
Eksplorator plików (ang. File Explorer), wcześniej znany jako Eksplorator Windows – aplikacja będąca menedżerem plików, stosowana w systemach operacyjnych Microsoft Windows, począwszy od wersji Windows 95. Zarządzanie systemem plików ma w niej silne ukierunkowanie na obsługę myszy i wykorzystanie metody „przeciągnij i upuść” (ang. drag and drop). Ponadto plik wykonywalny Eksploratora %SystemRoot%\explorer.exe jest  domyślną powłoką systemów operacyjnych Microsoftu. Elementami powłoki widocznymi dla użytkownika są ikony na pulpicie, pasek zadań, a także Menu Start, co więcej wygląd niektórych elementów Eksploratora i jego zachowanie jako powłoki systemowej może być rozszerzane.